# Joshua Baker

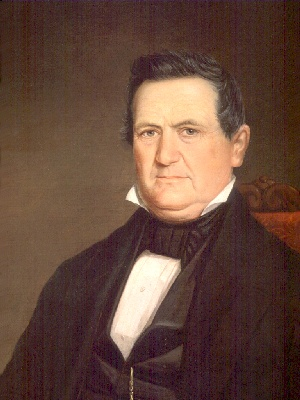
Joshua Baker

Joshua Baker  (* 23. März 1799 im Mason County, Kentucky; † 16. April 1885 in Lyme, Connecticut) war ein US-amerikanischer Jurist und Politiker. 1868 war er für rund ein halbes Jahr Gouverneur des Bundesstaates Louisiana.

## Frühe Jahre
Bereits im Jahr 1803 zog die Familie von Kentucky in das damalige Mississippi-Territorium. Im Jahr 1811 erfolgte ein weiterer Umzug auf die Oaklawn-Plantage, St. Mary Parish im damaligen Orleans-Territorium, aus dem dann der Staat Louisiana entstand. Joshua wurde zu Hause unterrichtet. Zwischen 1817 und 1819 absolvierte er die United States Military Academy in West Point. Bis 1821 blieb er als Leutnant in der Armee. Nach einem folgenden Jurastudium wurde er im Jahr 1822 als Rechtsanwalt zugelassen. Danach war er mit einer Unterbrechung zwischen 1822 und 1838 in einer Kanzlei in Opelousas in Louisiana als Anwalt tätig. Zwischen 1826 und 1829 war er Mitglied der Miliz von Louisiana.

## Politischer Aufstieg
Zwischen 1829 und 1839 war Baker auch als Nachlassrichter im St. Mary Parish angestellt. Zwischen 1833 und 1838 war er außerdem stellvertretender Bauminister (Assistant State Engeneer) von Louisiana und von 1840 bis 1845 war er als Director of Public Works für die vom Staat Louisiana in Auftrag gegebenen Aufträge zuständig. In der Zwischenzeit hatte er drei Zuckerplantagen erworben und war auch am Dampfbootgeschäft beteiligt. Zwischen 1853 und 1861 war er Mitglied des „Board of Visitors“ der Militärakademie in West Point.

## Baker im Bürgerkrieg und als Gouverneur
Joshua war Mitglied des konservativen Flügels der Demokratischen Partei. Er widersetzte sich aber der 1861 vollzogenen Sezession Louisianas von der Union. Nach der Besetzung weiterer Gebiete dieses Staates durch die Truppen der Union, entschied sich Baker mit diesen zusammenzuarbeiten. Nachdem er einen Treueeid auf die Union abgelegt hatte, wurde er am 8. Januar 1868 vom Militärkommandeur in Louisiana, General Winfield Scott Hancock, zum Nachfolger des zurückgetretenen Gouverneurs Benjamin Flanders ernannt. Auch Baker konnte sich im politisch unruhigen Louisiana nicht lange halten. Er unterstützte die Rekonstruktionspolitik des Präsidenten Andrew Johnson. Im März 1868 wurde er wegen Eidbruchs verhaftet, weil er sich weigerte, eine Barrikade über den Bayou Teche zu errichten. Dann entließ General Hancock neun Stadträte in New Orleans. Diese Entscheidung wurde von General Ulysses S. Grant annulliert, woraufhin Hancock um seine Versetzung bat, die ihm auch bewilligt wurde. Am 27. Juni 1868 wurde auch Gouverneur Baker entlassen. In einer außerordentlichen Gouverneurswahl wurde dann Henry C. Warmoth zu seinem Nachfolger gewählt.

## Weiterer Lebenslauf
Nach dem Ende seiner Gouverneurszeit zog sich Baker aus der Politik zurück. Er widmete sich seinen Plantagen und arbeitete wieder als Rechtsanwalt. Er starb im Jahr 1885. Joshua Baker war zweimal verheiratet und hatte insgesamt fünf Kinder.